# 李大钦
李大钦（1547年—？），字惟敬，號寧宇，江西浮梁人，明朝政治人物、進士出身。

## 生平
萬曆四年（1576年）丙子科江西鄉試第二十三名舉人，八年（1580年）中式庚辰科會試第二百十四名，三甲第一百八十四名進士。大理寺觀政，本年授南靖知县，丁憂归乡。十四年调簡，十五年调任藁城县，十七年调任获鹿县，二十年升刑部主事，二十一年升员外郎，二十二年升郎中。
万历二十六年接替陈王庭任兴化府知府一职，万历二十七年京察去職，由李茂功接任。

## 家族
曾祖李绶，曾任教谕；祖父李性英，庠生；父李廷桂。。子徐九章，萬曆四十一年癸丑科進士。